# Комельков, Владимир Степанович
Владимир Степанович Комельков (1913—1997) — советский физик, трижды лауреат Сталинской премии.
Автор монографии «Техника больших импульсных токов и магнитных полей».

## Биография
Окончил электроэнергетический факультет МЭИ (1937). Кандидат физико-математических наук (1940).
Во время Великой Отечественной войны разработал грозозащиту аэростатов заграждения и наблюдения.
В 1954 году защитил диссертацию на учёную степень доктора технических наук по работам в области электрофизики. Научная сфера: физика молнии, пробои в воздухе и жидких диэлектриках.
Участник атомного проекта. В 1948—1961 работал в КБ-11: старший научный сотрудник, начальник отдела № 48, с 1950 зам. начальника научно-конструкторского сектора.
В 1961 откомандирован в ПГУ (Первое главное управление) при Совете Министров СССР. До 1972 года сотрудник Лаборатории № 2-ЛИПАН-ИАЭ. В 1970 году утвержден в звании профессора.
С 1972 года — заместитель директора по научным вопросам ЭНИН им. Г. М. Кржижановского. В последние годы — главный научный сотрудник АО «Энергетический Институт им. Г. М. Кржижановского».

## Признание
- Сталинская премия второй степени (1949) — за разработку системы инициирования заряда и конструкции аппаратуры системы автоматического зажигания для атомной бомбы
- Сталинская премия второй степени (1951) — за участие в разработке системы инициирования изделия РДС.
- Сталинская премия первой степени (1953) — за руководство работой по изготовлений серийных и опытных изделий РДС
- орден Ленина (1949)
- орден Красной Звезды
- медали
- заслуженный деятель науки и техники РСФСР.
- премия имени П. Н. Яблочкова АН СССР.